# ミュージックレイン
株式会社ミュージックレイン（英: MusicRay'n Inc.）は、日本の音楽出版社、芸能事務所。株式会社ソニー・ミュージックエンタテインメントの完全子会社。

## 概要
会社としては2005年4月事業開始としているが、2003年末には既にSME内のレーベルとして存在していた。公式ホームページの開設は2007年11月。
制作楽曲のテレビCMでは、「Music Ray'n」ではなくSME共通のサウンドロゴと共に「Sony Music」と表示されている。またCDの問い合わせ先もSMEであり、レーベルとしてのミュージックレインはSMEグループの独立レーベルではなく、SME本体の内部レーベル的な扱いである。よって、実質的な発売元・宣伝・販促はソニー・ミュージックレーベルズが担当している。
アーティストマネジメント事業のほか、2006年からは声優・舞台俳優のマネジメントも行っている。
現在の所属声優は全員「ミュージックレイン スーパー声優オーディション」の合格者である。2005年から2006年にかけて開催された第1回オーディションには田中理恵が審査員として参加し、その縁で合格者4名 (2009年にスフィアを結成) は当時の田中がパーソナリティーを務めていたラジオ番組の『有楽町アニメタウン』に出演した。2011年には第2回オーディション、2017年には第3回オーディションが開催された。
また『NANA』(映画版)、『交響詩篇エウレカセブン』、『ガンダムシリーズ』、『CLUSTER EDGE』といったテレビ番組 (テレビアニメ含む) や映画のサウンドトラック、ベストアルバム、キャラクターソングの販売も行っている。
2023年5月16日、音楽マネージメントチーム・ブランド『MiCLOVER』（マイクラバー）を新たに立ち上げ、CHiCO、halca、シユイ、小玉ひかりが所属する。

## 所属タレント・アーティスト
☆は、ミュージックレインレーベルで音楽活動をする者。
♢は、音楽マネージメントチーム『MiCLOVER』（マイクラバー）所属。

### 声優
0() は、スーパー声優オーディションの合格回。
- 相川奏多 (第3回)
- 麻倉もも (第2回) ☆
- 雨宮天 (第2回) ☆
- 寿美菜子 (第1回) ☆
- 高垣彩陽 (第1回) ☆
- 橘美來 (第3回)
- 戸松遥 (第1回) ☆
- 豊崎愛生 (第1回) ☆
- 夏川椎菜 (第2回) ☆
- 夏目ここな (第3回)
- 日向もか (第3回)
- 巻野椿 (第4回)[5]
- 宮沢小春 (第3回)
- 宮永紗良 (第4回)[6]

### アーティスト
- スフィア（レーベルはランティスのGloryHeaven）
- DayRe:[7][8]
- CHiCO ☆♢
- TrySail（レーベルはSACRA MUSIC）
- ハコニワリリィ（事務所はインクストゥエンター）☆
- HoneyWorks（事務所はインクストゥエンター）☆
- halca（レーベルはSACRA MUSIC）♢
- シユイ（レーベルはソニー・ミュージックアソシエイテッドレコーズ）♢
- 小玉ひかり[9]♢
- somei [10] ☆♢

### 過去に所属していたタレント・アーティスト
- Angelo（2009年12月、キングレコードから移籍）[11]☆
- eico ☆
- Cluster'S ☆
- DJ KRUSH ☆
- ON/OFF（デフスターレコーズに移籍 → インディーズ → 解散）☆
- アンティック-珈琲店-（ソニー・ミュージックアーティスツに移籍）☆
- SunSet Swish（同じSME系列のエスエムイーレコーズに移籍。マネジメントは継続。2011年2月をもって活動休止）☆
- KARIYA
- sana ☆